# Jean-Baptiste-Arthur Angrignon
Pour les articles homonymes, voir Angrignon.
Jean-Baptiste-Arthur Angrignon (2 mars 1875 - 1948) a été conseiller municipal de la ville de Montréal dans la province de Québec (Canada) de 1921 à 1934.

## Biographie
Il est né à Saint-Placide dans la province de Québec et a grandi dans la ville de Deux-Montagnes dans la région des Basses-Laurentides au Québec,.
Il était un marchand. Il dirigea Salaison Angrignon sur le boulevard Monk de 1914 à 1942.

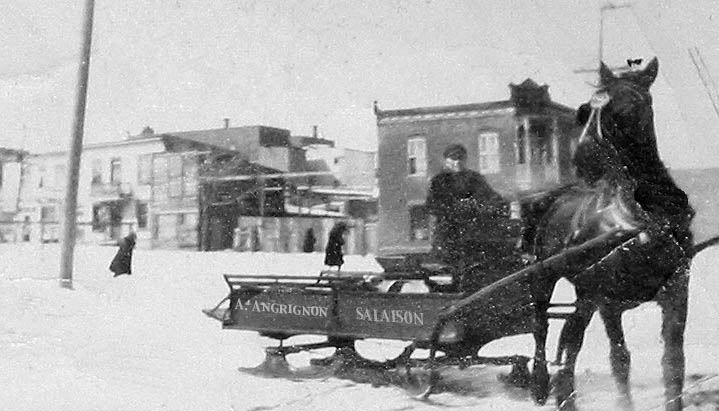
Traineau de Salaison Angrignon

### Conseiller municipal
En 1921, il a été élu au conseil municipal de la Ville de Montréal pour l'arrondissement de Saint-Paul. Il a été réélu en 1924, 1926, 1928, 1930 et 1932. De 1930 à 1932, il a été membre du Comité exécutif de Montréal. Il a supervisé le développement de parc Angrignon sur un terrain qui appartenait à la famille Crawford. 
Il n'a pas tenté de se faire réélire en 1934.

## Honneurs
Les sites suivants ont été nommés pour honorer Jean-Baptiste Arthur Angrignon : 
- le parc Angrignon (nommé d'après lui en 1927)[5] ;
- la station de métro Angrignon (achevée en 1978)[6] ;
- Le Carrefour Angrignon (centre commercial construit en 1986).
- Le boulevard Angrignon[7]